# Tangerine Dream
Tangerine Dream er en elektronisk rockgruppe, der blev dannet i Berlin den 29. september 1967. Gruppen har siden etableringen haft skiftende medlemmer med gruppens leder, Edgar Froese, som gennemgående person. Froese døde i januar 2015.
Tangerine Dream har været en essentiel inspiration på den elektroniske scenes indtog i rockverdenen og har udgivet en lang række album.
Gruppen havde sine største successer i 1970'erne, især med gruppemedlemmerne (udover Froese) Peter Baumann og Chris Franke. Musikken var først i 70'erne eksperimentalpræget med bl.a. albummene "Electronic Meditation" (1970), "Zeit" (1972) og "Phaedra" (1974). Senere i årtiet blev musikken mere melodisk og tog en mere kommerciel drejning. Fra den periode kan især nævnes albummene "Stratosfear" (1976), "Force Majeure" (1979) og "Tangram" (1980).
Tangerine Dream har lavet adskillige soundtracks til forskellige film, og gruppen har været inspiration for flere moderne filmkomponister.
I forbindelse med udgivelsen af soundtracket "Sorcerer" (1977) udtalte instruktøren William Friedkin, at hvis han havde kendt til Tangerine Dream tidligere, skulle de have lavet musikken til hans berømte gyser "Exorcisten". Filmmusikken hertil er Mike Oldfields "Tubular Bells".
Gruppen fortsatte med at indspille plader op igennem 1980'erne, 1990'erne og 2000'erne med skiftende besætninger og var stadig aktive ved Froeses død i 2015.

## Tangerine Dream i Danmark
Tangerine Dream gæstede for første gang Skandinavien i 2014, ved CPH:PIX-filmfestivalen, den 3. april. Her opførtes soundtracket til "Sorcerer" i anledning af den rensede udgave af filmen, der udkommer på Blu-Ray 14. april. At Tangerine Dream ikke tidligere har besøgt disse kanter, skyldes utilstrækkelige tilbud.

## Diskografi

### Studiealbums
| - Electronic Meditation (1970) - Alpha Centauri (1971) - Zeit (1972) - Atem (1973) - Phaedra (1974) - Rubycon (1975) - Stratosfear (1976) - Cyclone (1978) - Force Majeure (1979) - Tangram (1980) (remixet 2008) - Exit (1981) - White Eagle (1982) - Hyperborea (1983) (remixet 2008) - Le Parc (1985) - Green Desert (optaget 1973/udgivet 1986) - Underwater Sunlight (1986) - Tyger (1987) - Optical Race (1988) - Lily On the Beach (1989) - Melrose (1990) - Rockoon (1992) - Quinoa (1992)/(1997) - Turn of the Tides (1994) - Tyranny of Beauty (1995) - Dream Mixes 1 (1995) - Goblins Club (1996) - Ambient Monkeys (1997) - Dream Mixes 2 (1997) - The Hollywood Years (1998) - Times Square (1998) - Mars Polaris (1999) - The Seven Letters from Tibet (2000) | - Antique Dreams (2000) - I Box (2001) - Dream Mixes 3 (2001) - Inferno (Dante Alighieri La Divina Commedia Part 1) (2002) - Dream Mixes 4 (2004) - Purgatorio (Dante Alighieri La Divina Commedia Part 2)(2004) - Kyoto (Edgar Froese & Johannes Schmoelling) (1983/2005) - Jeanne D'Arc (2005) - Phaedra 2005 (2005) - Blue Dawn (Edgar Froese & Ralf Wadephul) (1988/2006) - Paradiso (Dante Alighieri La Divina Commedia Part 3) (2006) - Madcap´s Flaming Duty (CD und DVD) (2007) - Springtime in Nagasaki (2007) - Summer in Nagasaki (2007) - Bells of Accra (EP) (2007) - One Night in Space (EP) (2007) - Silver Siren Collection (2007) - Tangines Scales (2007) - One Times One (2007) - Purple Diluvial (2008) - The Anthology Decades - The Space Years Volume One (2008) - Views From A Red Train (2008) - Booster (2008) - Das Romantische Opfer (2008) - Autumn in Hiroshima (2008) - Fallen Angels (2008) - Choice (2008) - Booster Vol. 2 (2008) - Flame (2009) - Chandra - The Phantom Ferry Part 1 (2009) - A Cage In Search Of A Bird (2009) - Winter In Hiroshima (2009) - Dream Mixes 5 (2010) - Zeitgeist (2010) - The Fifth Atomic Season – The Endless Season (2010) - Under Cover – Chapter One (2010) - The Island Of The Fay – Edgar Allan Poe (2011) - Booster IV (2011) - The Gate Of Saturn (2011) - The Angel Of The West Window - Gustav Meyrink (2011) - Mona Da Vinci (2011) - Finnegans Wake (2011) - Knights Of Asheville (2011) - Booster Vol. 5 (2012) - Machu Picchu (2012) |

### Soundtracks
| - Sorcerer (Frygtens pris) (1977) - Thief (Voldens gade) (1981) - Tatort: "Das Mädchen auf der Treppe" 12"-single (1982) - The Soldier (1982) - Wavelength (1983) - Risky Business (Fræk business) (1983) - Tatort: "Miriam" 7"-single (1983) - The Keep (Satans borg) (1983, udgivet 1997) - Firestarter (1984) - Flashpoint (1984) - The Park is Mine (1984, udgivet 1991) - Heartbreakers (Charmedrengene) (1985) - Street Hawk 12"-single (1985) - Legend (1985) - Zoning (1986) (Soundtrack udgivet i 1996, dog uden brug af musik fra filmen) - Three O'Clock High (1987) - Near Dark (Djævelens datter) (1987) | - Shy People (1987) - Canyon Dreams (1987) - Deadly Care (1987, udgivet 1992) - Miracle Mile (1989) - Destination Berlin (1989) - L'Affaire Wallraff / The Man Inside (1989, udgivet 1991) - "I Just Want to Rule My Own Life without You", cd-single fra Tatort, episoden: "Bis zum Hals im Dreck" (1991) - Catch Me... If You Can (1989, udgivet 1994) - Oasis (1996) - Transsiberia (1998) (Det er tvivlsomt om filmen eksisterer) - What a Blast (1999) - The Great Wall of China (2000) (Det er tvivlsomt om filmen eksisterer) - Mota Atma (2003) (Det er tvivlsomt om filmen eksisterer) - L'Inferno (2004) - Grand Theft Auto V (2013) (Soundtrack i samarbejde med The Alchemist og Woody Jackson) |

### Live albums
- Ricochet (1975)
- Encore (1977)
- Quichotte (1980)
- Logos (1982)
- Poland – The Warsaw Concert (1984)
- Pergamon (1986) (genudgivelse af Quichotte)
- Live Miles (1988)
- 220 Volt Live' (1993)
- Tournado (1997)
- Valentine Wheels (1999)
- Sohoman (1999)
- Soundmill Navigator (2000)
- Rockface  (2003)
- The Bootleg Box Set Vol. 1(2003)
- The Bootleg Box Set Vol. 2) (2004)
- East (Live in Berlin 1990) (2004)
- Arizona (2004)
- Vault 4 (2005)
- Rocking Mars) (2005)
- Dante's Inferno DVD (2006)
- Live at the Tempodrome Berlin DVD (2006)
- 35th Phaedra Anniversary Concert – Live in London 2005 DVD (2006)
- London Astoria Club Concert 2007 (DVD) (2007)
- Orange Odyssey (DVD)(2007)
- The Epsilon Journey- Live in Eindhoven (DVD)(2008)
- Loreley (DVD)(2008/2009)
- The London Eye Concert (DVD, CD)(2008/2009)

## Hitlisteplaceringer i USA
| Albums på The Billboard 200 |             |          |
| År                          | Album       | Position |
| 1974                        | Phaedra     | 196      |
| 1977                        | Encore      | 178      |
| 1977                        | Sorcerer    | 153      |
| 1977                        | Stratosfear | 158      |
| 1981                        | Exit        | 195      |
| 1981                        | Thief       | 115      |
| 1986                        | Legend      | 96       |